# 大日本仏像連合
大日本仏像連合（だいにっぽんぶつぞうれんごう）は、日本のロックバンド。略称は「大仏連」（だいぶつれん）。1992年、日本テレビで放送されていた番組「ロック鳴缶II」の企画として、それぞれに親交の深いみうらじゅん、人間椅子、大槻ケンヂによって結成された。

## 概要
大の仏像好きで知られるみうらじゅんを中心に結成され、デーモン閣下がMCを務める日本テレビの番組「ロック鳴缶II」の1992年7月31日放送回にて結成され、代表曲であり唯一の楽曲『君は千手観音』を披露した。
「日本各地の仏像が集まってバンドを結成した」というコンセプトのため、メンバーがそれぞれ実在の仏像をモチーフとした装いをしている。

## メンバー
メンバーの詳細プロフィールについては各人（各仏）の項を参照。
- 不空羂索観音（みうらじゅん）

ボーカル、ギター（音は出ていない）、ハーモニカ。
小学校4年の時に、京都の東寺の観音菩薩像の大きさを目の当たりにして「怪獣に似てる！」と感銘を受け、それ以来はよく知られているように仏像マニアとなった。仏像の素晴らしさを現代日本に広めるために、当バンドを結成した。
海外から伝来した仏像を「外タレ」、仏が蓮華蔵世界から人間界に顕現することを「来日」、人々がお寺のお堂で仏像を拝観することを「ライブ」、人気の寺が観光客で賑わうことを「流行り」と形容しており、また三十三間堂にさまざまな仏像が集合している様子を「ウィ・アー・ザ・ワールドの状態」と語っている。自身の著作においても仏像とロックを深く結びつけており、当バンドはそれを顕現させた活動であるといえる。
- 鎌倉大仏（大槻ケンヂ）

ゲストボーカル。筋肉少女帯のメンバー。
即興での読経とセリフも担当している。事前に何の打ち合わせもなく、急にみうらから「君、大仏連に入ったから」と電話でオファーされたので、番組収録までバンドの趣旨を把握していなかったとか。急遽、番組内にて担当仏像を決めたため、他のメンバーと異なって仏像の装いをしていない。
仏像好きではないが、たびたび筋肉少女帯では釈迦や仏教をテーマとした楽曲が制作されている。
- 百済観音（和嶋慎治）

ギター、コーラス。人間椅子のメンバー。
大学では仏教学部に所属していたため、メンバーの中では最も仏教に詳しい。人間椅子においても、仏教思想を根幹とした楽曲を数多く制作している。
- 阿修羅像（鈴木研一）

ベース、コーラス。人間椅子のメンバー。
顔の左右に作りものの白い顔面を貼り付けて、三面を表現している。
- 大元帥明王（上館徳芳）

ドラムス、コーラス。人間椅子のメンバー。
- 執金剛神（佐竹雅昭）

筋骨隆々な肉体を生かした雄々しいポージングを披露した。金剛力士と同一にもかかわらず、なぜか炎を背負い剣を手に持つという不動明王のような格好をしている。

## 楽曲
- 君は千手観音
  - （作詞：みうらじゅん、作曲：鈴木研一 / 和嶋慎治、編曲：人間椅子）
  - みうらの千手観音への愛を歌った楽曲。楽曲自体は以前から制作されていたが、作詞は「ロック鳴缶II」の収録直前の1時間で行われた。
  - 1993年12月30日、フジテレビの番組「輝け！ロック爆笑族」では、「みうらじゅん&人間椅子」として、大槻不在のバージョンが演奏された。この時からドラムス・コーラスが後藤マスヒロに。
  - 1998年4月22日にリリースされた、大槻のソロプロジェクトであるUNDERGROUND SEARCHLIEとしてのアルバム『スケキヨ』への収録をもってはじめて音源化された。
  - 1998年5月8日、NHKの番組「大魔術 引田天功と100人の子どもたち ～もしもあなたが魔法使いだったら～」にて、「大槻ケンヂ＋人間椅子01」（みうらは不在だが、筋肉少女帯の内田雄一郎がギター・コーラスとして参加）として演奏された。筋肉少女帯と人間椅子の本格的なコラボは、2015年にリリースされた『地獄のアロハ』をもって実現することとなる。
  - 2000年9月25日にリリースされた、「みうらじゅん with 人間椅子」としてのビデオシングル『とんまつりJAPAN』では、大槻不在のバージョンのライブ映像が収録された。
  - 2000年12月25日にリリースされた、みうらのアルバム『青春ノイローゼ -1974～1999-』には、大槻の『スケキヨ』と同じバージョン（すなわち原曲）が収録された。
  - 2012年5月19日、赤坂BLITZにて「地獄の決定打！筋肉少女帯 VS 人間椅子 VS人間筋肉少女椅子帯」が開催され、筋肉少女帯と人間椅子のコラボバンド「筋肉少女帯人間椅子」として披露され、10年以上の時を経て復活した[3]。